# Anna Joanna van Stolk
Anna Joanna van Stolk (Rotterdam, 3 februari 1853 - Den Haag, 10 januari 1938) was een Nederlands kunstschilder en illustrator.

## Leven en werk
Anna Joanna van Stolk werd geboren aan de Wijnhaven in Rotterdam als een telg van het geslacht Van Stolk en de oudste dochter van graanhandelaar en kunstverzamelaar Adriaan Pieter van Stolk (1822-1894) en Johanna Antoinetta Romelia Breukelman (1823-1902). De interesse voor kunst kreeg Van Stolk mee van haar ouders, die onder meer als mecenas van de schilder Breitner optraden. Ze werd opgeleid aan de vrouwenklas en volgde de cursus voor de MO-akte aan de Haagse Academie van Beeldende Kunsten en nam in 1875 en 1876 deel aan tentoonstellingen met werk van academiestudenten. In deze periode werd Van Stolk door Breitner in haar atelier op doek vastgelegd, samen met haar zus Griettie. In oktober 1879 schreef hij aan haar vader: "Hoe gaat 't tegenwoordig met mejufr. Uw dochter om een germanisme te gebruiken. Zonder twijfel schildert ze veel, misschien meer dan ik (...) Gaarne zou ik weder eens een kijkje op haar atelier willen komen nemen". In 1879 debuteerde ze met een solotentoonstelling in Rotterdam. Van Stolk vervolgde ze haar artistieke opleiding in Parijs. Als vrouw werd ze niet toegelaten aan de École des beaux-arts, maar ze volgde er samen met onder anderen  Cato van Hoorn de cursus van de schilders Henner en Carolus-Duran.
Van Stolk trouwde in juli 1880 met Sebastiaan Hoogewerff (1847-1934), hij was sinds 1869 leraar aan een hbs in Rotterdam. Voor de tentoonstelling in Rotterdam (1880) liet ze de commissie weten dat hoewel ze pas getrouwd was, ze alleen nog met meisjesnaam in de catalogus vermeld wilde worden. De werken waren tenslotte voor haar huwelijk gemaakt. Uit hun huwelijk werd een tweeling geboren, de antroposofe Anna Nancy (Hans) Hoogewerff (1883-1977) en de schilderes Nancy Anna Hoogewerff (1883-1970). Ook na haar huwelijk bleef Van Stolk haar schilderijen en tekeningen exposeren, ze nam onder meer deel aan de Tentoonstelling van kunstwerken door vrouwen vervaardigd in Amsterdam (1882) en de tentoonstellingen van Levende Meesters in Amsterdam (1880), Den Haag (1881), Goes (1881), Groningen (1883), Rotterdam (1879-1882) en Zutphen (1881 ). Ze zond in 1880 werk in voor een verloting ten behoeve van slachtoffers van de watersnoodramp van Nieuwkuijk en leverde in 1883 een tekening voor een uitgave van de Rotterdamsche Dilettanten-Club ten gunste van slachtoffers van de uitbraak van de Krakatau. 
Toen haar man in 1885 werd benoemd tot hoogleraar in de organische scheikunde aan de Polytechnische school, verhuisde het gezin naar Delft. Van Stolk verlegde haar focus van het schilderen naar het illustreren. Ze illustreerde onder meer het sprookjesboek Op witte vleuglen (1892) van A.F. Dudok van Heel, verzorgde een prijscourant voor de Haagsche Broodfabriek en ontwierp een ex libris voor haar broer Cornelis. In 1898 toonde ze haar werk op de Nationale Tentoonstelling van Vrouwenarbeid in Den Haag.
Van Stolk overleed enkele weken voor haar 85e verjaardag, ze werd begraven op Oud Eik en Duinen.

## Enkele werken
- 1883 illustratie voor Rotterdam – Krakatau, uitgebracht in opdracht van de Rotterdamsche Dilettanten-Club. Rotterdam: Nijgh & van Ditmar.
- 1892 illustraties voor Op witte vleuglen van A.F. Dudok van Heel. Amsterdam: Höveker en zoon. In 1903 heruitgegeven door L.J. Veen in Amsterdam.
- Ex libris Cornelis A.P. van Stolk
- Prenten naar oude familie-verhalen mij door mijne Grootmoeder G. Beukelman-van der Tuuk en mijn Vader A.P. van Stolk verteld.

### Galerij

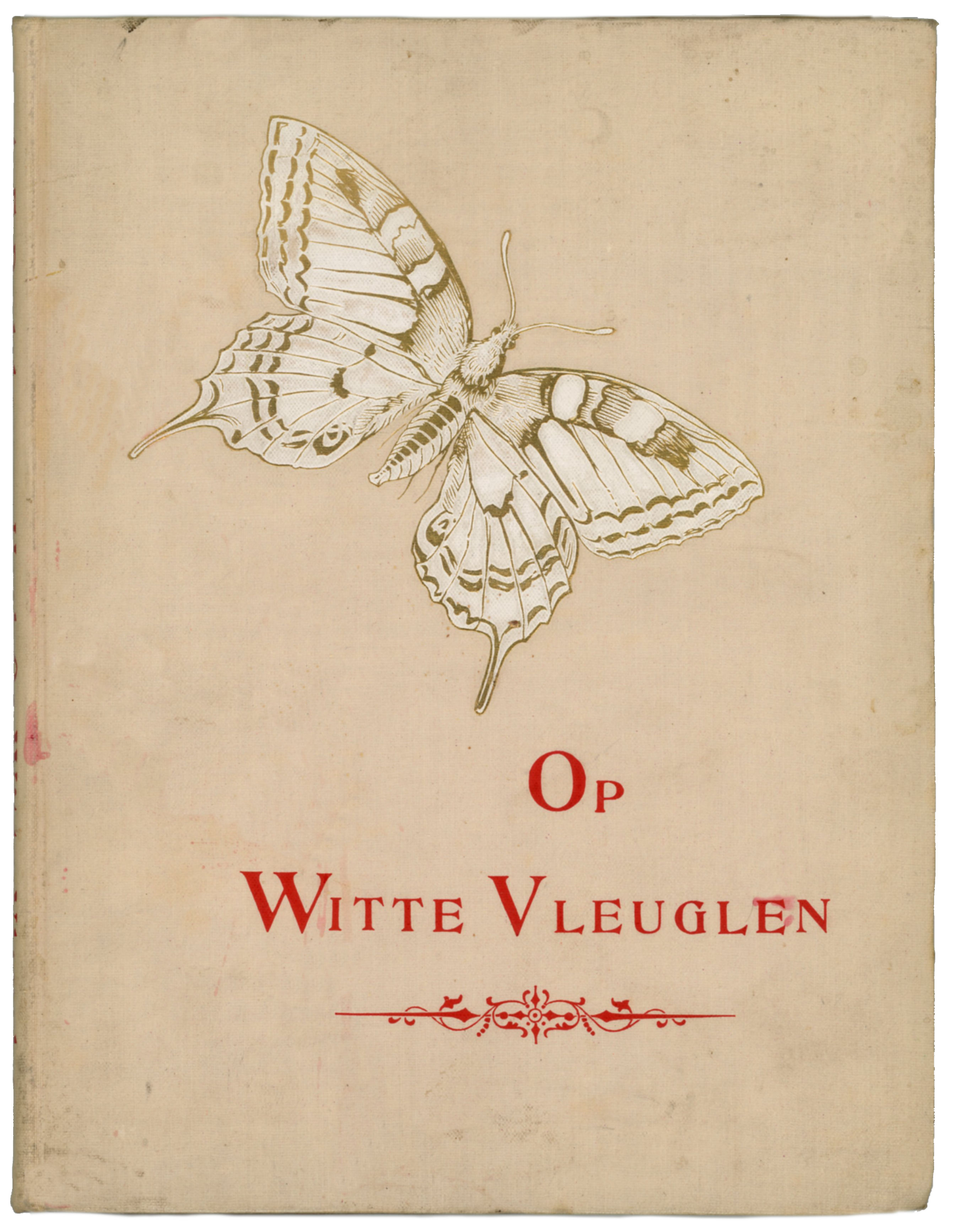
Omslag Op witte vleuglen
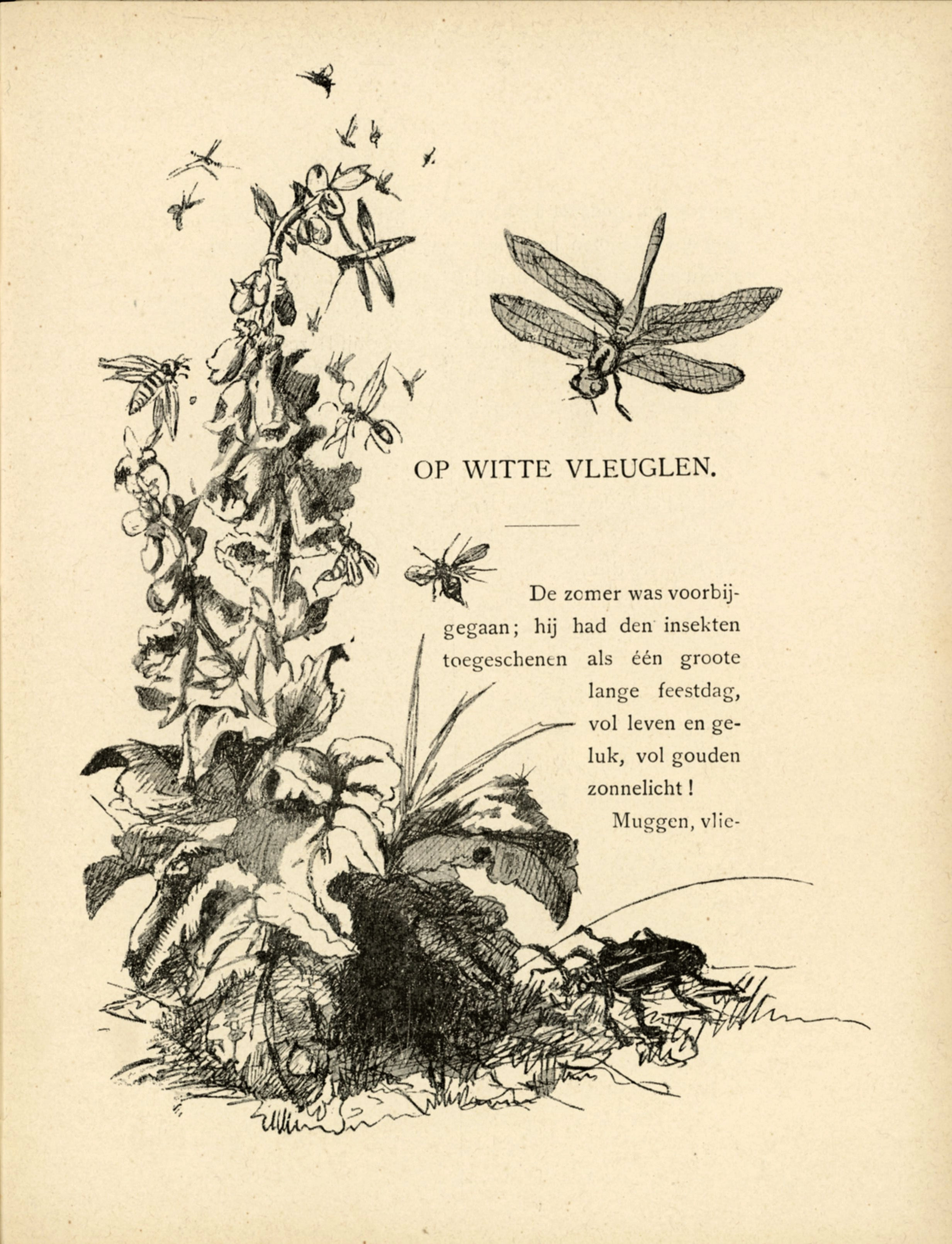
Illustratie met vingerhoedskruid en insecten voor Op witte vleuglen
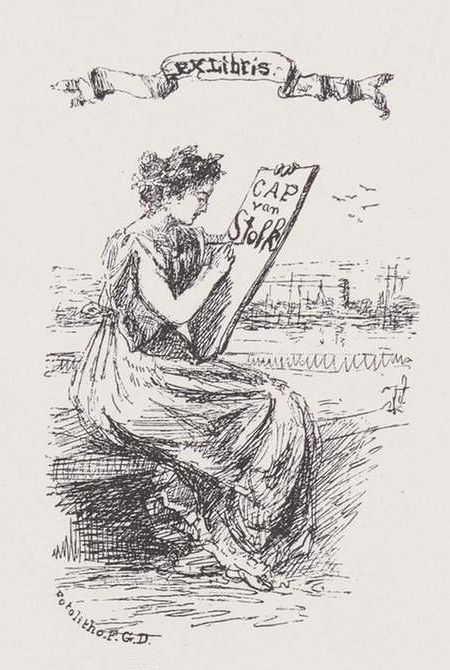
Ex libris C.A.P. van Stolk

- Biografisch Portaal: 48822891
- Nederlandse Thesaurus van Auteursnamen: 151541310
- RKD-Nederlands Instituut voor Kunstgeschiedenis: 289437
- Virtual International Authority File: 280735610
- WorldCat: E39PBJd8dmxGvmTXQ9pqFRfQbd